# یوان نیو
یوان نیو (انگلیسی: Yvan Neyou؛ زادهٔ ۳ ژانویهٔ ۱۹۹۷) بازیکن فوتبال اهل کامرون است که در حال حاضر برای باشگاه فوتبال لگانس بازی می‌کند. 
از باشگاه‌هایی که در آن بازی کرده است می‌توان به باشگاه فوتبال سدان، باشگاه فوتبال استاد لاوالوا، و باشگاه فوتبال سن-اتین اشاره کرد.
وی همچنین در تیم ملی فوتبال کامرون بازی کرده است.